# Osmo Vänskä
Osmo Antero Vänskä (Sääminki, 28 de febrero de 1953) es un director de orquesta, clarinetista y compositor finlandés. 
Comenzó su carrera musical como clarinetista con la Filarmónica de Turku (1971-76). Fue clarinete principal de la Filarmónica de Helsinki de 1977 a 1982. Durante este tiempo, comenzó a estudiar dirección de orquesta con Jorma Panula en la Academia Sibelius, con compañeros de clase como Esa-Pekka Salonen y Jukka-Pekka Saraste. En 1982, ganó el Concurso Internacional de Jóvenes Directores de Orquesta de Besanzón. 
Vänskä se convirtió en el director invitado principal de la Orquesta Sinfónica de Lahti (OSL) en 1985, y el director principal en 1988. Concluyó su mandato con en 2008 y ahora es director honorífico de la orquesta. La grabación de las sinfonías de Sibelius con la OSL con el sello BIS Records, obtuvo el reconocimiento generalizado del público. Ha grabado ampliamente para BIS con la OSL obras de Kalevi Aho, Einojuhani Rautavaara, Bernhard Crusell, Uuno Klami, Tauno Marttinen, Robert Kajanus, Sofía Gubaidulina, Joonas Kokkonen, Jan Sandström, Jean Sibelius, y Fredrik Pacius.
Vänskä fue director titular de la Orquesta Sinfónica de Islandia de 1993 a 1996. En 1996, fue nombrado director de la BBC Scottish Symphony Orchestra (BBCSSO), ocupando el cargo hasta 2002. Con el BBCSSO, hizo grabaciones de las sinfonías completas de Carl Nielsen para el sello BIS. En junio de 2014, de la Orquesta Sinfónica de Islandia anunció el retorno de Vänskä a la orquesta como director invitado principal, a partir de la temporada 2014-2015.
En 2003, Vänskä se convirtió en el director musical de la Orquesta de Minnesota. Tanto él como la orquesta han recibido críticas favorables del público, y se le atribuye generalmente el haber mejorado la calidad de la orquesta. En 2004, Vänskä y la Orquesta de Minnesota comenzaron un proyecto de cinco años para grabar la integral de las sinfonías de Beethoven para BIS. En 2005, Vänskä prorrogó su contrato con la Orquesta de Minnesota hasta al menos 2011. En septiembre de 2009, la orquesta anunció una nueva extensión hasta la temporada 2014-2015. Presentó su dimisión el 1 de octubre de 2013, un año después de que la dirección hiciera un cierre patronal de los músicos tras una larga disputa laboral. En enero de 2014 Vänskä y la Orquesta de Minnesota ganaron un Grammy a la mejor interpretación orquestal para el álbum de las sinfonías n.º 1 y 4 de Sibelius. Fue reelegido como director musical de la Orquesta de Minnesota en abril de 2014 con un contrato de dos años, que se extendió en mayo de 2015 hasta agosto de 2019.
En mayo de 2008, se estrenó una pieza orquestal compuesta por Vänskä titulada "The Bridge" por la Orquesta Sinfónica Metropolitana, dirigida por William Schrickel, bajista de la Orquesta de Minnesota. Se trata de un homenaje a las víctimas del derrumbe del Puente I-35W del río Misisipi, acaecido en agosto de 2007. Vänskä asistió al estreno mundial.
Vänskä y su exesposa, Pirkko, crítico teatral, tienen tres hijos, uno de los cuales, Olli, toca el violín en la banda finlandesa de folk metal Turisas. La pareja se separó en 2009. En diciembre de 2014 Vänskä anunció a través de Facebook su compromiso con Erin Keefe, concertino de la Orquesta de Minnesota. Se casaron en abril de 2015. Reside en Mineápolis. Una de sus aficiones es el motociclismo.